# Skalice (Žitenice)
Skalice je vesnice na jižním úpatí Dlouhého vrchu v Českém středohoří, zhruba 3,5 km severně od Litoměřic. Dnes je částí obce Žitenice v okrese Litoměřice.

## Historie
Vesnice nad údolím Pokratického potoka je poprvé připomínána v roce 1088, ale spolehlivý písemný údaj se vztahuje k roku 1197 jako majetek vyšehradské kapituly. Ve vsi byla kdysi poustevna, zčásti vytesaná ve skále, která byla zrušena císařem Josefem II. v roce 1783. O vzniku poustevny se nic určitého neví. Na vrcholu stály dvě kaple nad sebou. Dolní, která byla téměř celá vytesaná v pískovcové skále, je zasvěcena čtrnácti sv. Pomocníkům, horní věžovitá stavba barokního typu, přístupná dvouramenným schodištěm, Nejsvětější Trojici. Oltář z roku 1782 postavil F. Kurscher z Litoměřic. Budova mezi dvěma skalisky bývala obydlena dvěma poustevníky. Jeden z nich ji nazval „eremiterio de monte bello“, to znamená poustevna na krásné hoře. Roku 1806 byla budova zasažena bleskem, shořela střecha a byl zničen vodovod, který tu v roce 1792 nechal zřídit probošt Kindermann, pozdější sídelní litoměřický biskup. Voda se zde sváděla cínovým potrubím ze skal. Dosud je patrná nádrž. V roce 1836 na tomto místě byla postavena hájovna v empírovém slohu, dnes rekreační obydlí. Od roku 1836 bydlel v budově revírník žitenického panství. Začátkem druhé čtvrtiny 19. století tu ve 32 domech žilo 188 obyvatel a pracoval tu mlýn s pilou. Tehdy byl zrušen panský dvůr a majetek byl rozprodán a pozemky rozparcelovány. V roce 1900 ve vsi nežili žádní Češi a počet Němců, obývajících 43 domů, přesáhl 240. Lidé si zajišťovali živobytí pěstováním polních plodin a ovocnářstvím. Školou a farou patřila vesnice k Žitenicím. Místo bylo oblíbeným cílem nedělních výletů Litoměřičanů. Do roku 1930 ještě pokračovala pozitivní populační tendence v tomto roce zde žilo 260 obyvatel. Po druhé světové války dochází k odsunu obyvatel německé národnosti a postupnému znovu zabydlení obyvateli z vnitrozemí a tak propad nebyl nijak osudový a již počátkem 60. let dosáhla ves stavu, jaký byl před válkou, zřejmě vlivem blízkých Litoměřic.

## Obyvatelstvo
|                                                                   | 1869 | 1880 | 1890 | 1900 | 1910 | 1921 | 1930 | 1950 | 1961 | 1970 | 1980 | 1991 | 2001 | 2011 |
| ----------------------------------------------------------------- | ---- | ---- | ---- | ---- | ---- | ---- | ---- | ---- | ---- | ---- | ---- | ---- | ---- | ---- |
| Obyvatelé                                                         | 201  | 198  | 187  | 241  | 260  | 234  | 260  | 156  | 243  | 322  | 301  | 244  | 251  | 282  |
| Domy                                                              | 39   | 38   | 43   | 50   | 58   | 60   | 63   | 59   | .    | 50   | 46   | 67   | 62   | 68   |
| Počet domů z roku 1961 je zahrnut v domech místní části Žitenice. |      |      |      |      |      |      |      |      |      |      |      |      |      |      |

## Současnost
Dnes tradičně rekreační oblast. V horní části vsi je narušen celkový pohled na vesnici rozměrným několika podlažním objektem ústavem sociální péče pro mládež. Nad ním stojí několik vil ve stylu empíru a pseudorenesance, které byly po roce 1989 znovu zrestaurovány. Díky dostupnosti z nedalekého města Litoměřice ve vsi dnes probíhá výstavba nových domů a opravám domů starších. V 90. letech 20. století kolem Skalice vzniká rozsáhlý pastevní areál pro ovce, který je propojen se vsi Lbín.

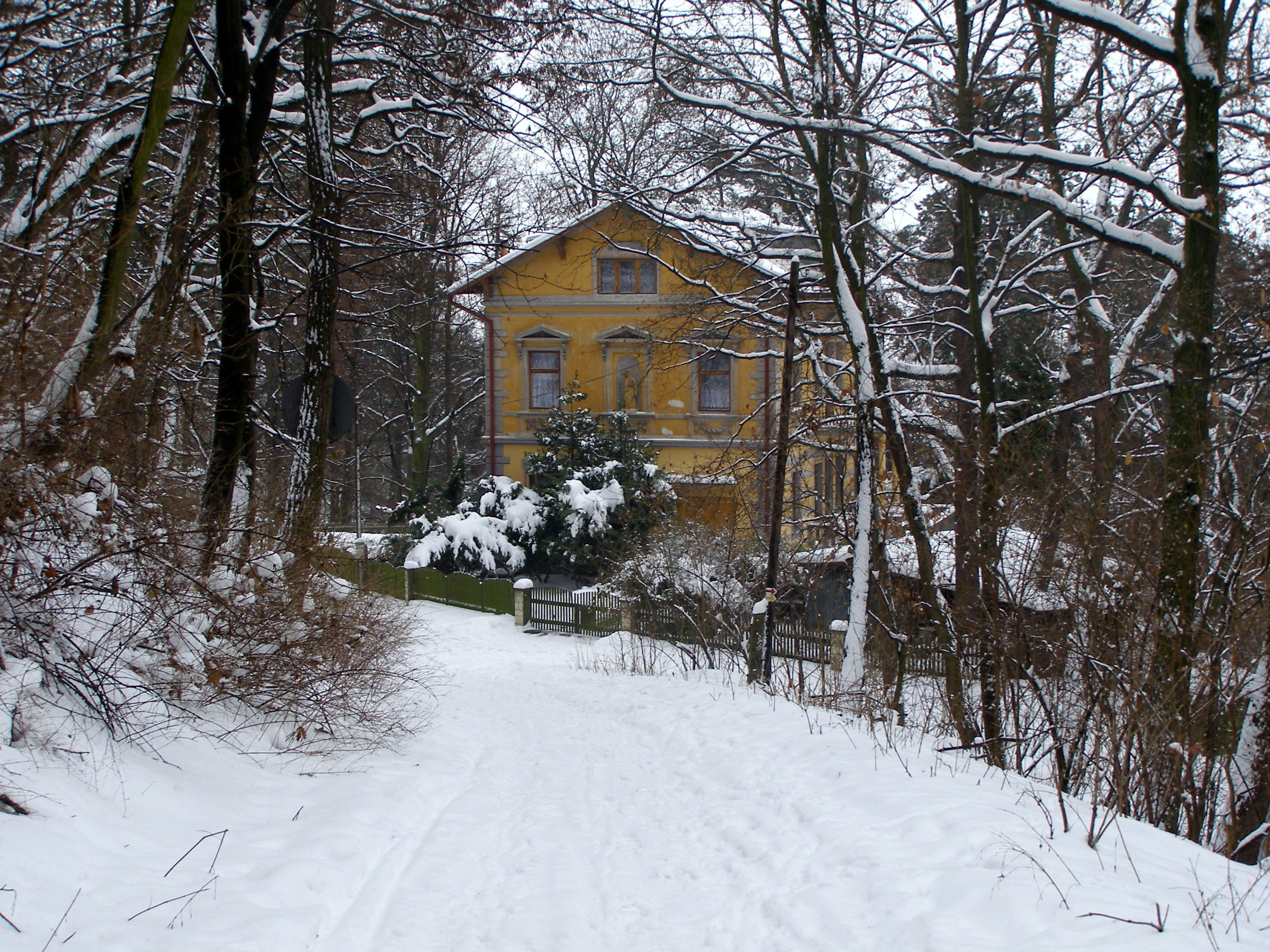
Restaurovaná vila v horní části vesnice

## Okolí
V okolí vsi se nacházejí svahy Hradiště, Dlouhého vrchu a na jihu národní přírodní památka Bílé stráně, všechny tyto přírodní zajímavosti CHKO České středohoří jsou vyhledávaným rekreačním cílem turistů a houbařů z blízkých Litoměřic. V okolí jsou ideální podmínky pro sport. V létě převážně cyklistika v zimním období běh na lyžích. V lese nad vsi se nachází 20 metrů dlouhá pískovcová jeskyně a nedaleko od ní bývala vojenská střelnice. V okolí vede Hibschova naučná stezka, nejstarší NS v Česku (založena 1927).